# Устранимость сечений
Устранимость сечений (теорема Генцена, элиминационная теорема) — свойство логических исчислений, согласно которому всякую секвенцию, выводимую в данном исчислении, можно вывести без применения правила сечений. Играет фундаментальную роль в теории доказательств и важную методологическую роль в математической логике в целом в связи с тем, что предоставляет конструктивный метод доказательства непротиворечивости, в частности, для классической и интуиционистской логик первого порядка.
Для классического и интуиционистского исчислений секвенций свойство доказано Генценом в 1934 году. В 1953 году высказана гипотеза Такеути, согласно которой устранимость сечений имеет место для простой теории типов и соответствующих ей логик высших порядков, впоследствии она нашла подтверждение — для классической логики второго порядка устранимость сечений доказал Тейт, для простой теории типов — Такахаси и Правица, вскоре найдены доказательства для серии неклассических теорий высших порядков (Драгалин) и развитых теорий типов (Жирар для системы F).
Символическая формулировка: пусть {\displaystyle \Gamma \vdash \Theta ,\Phi } и {\displaystyle \Phi ,\Lambda \vdash \Delta } — доказуемые секвенции исчисления {\displaystyle G}; если {\displaystyle \Gamma ,\Lambda \vdash \Delta ,\Theta } — секвенция исчисления {\displaystyle G}, то она доказуема.